# Jesper Münsberg
Jesper Münsberg (født 30. januar 1977) er en dansk professionel fodboldspiller, som spiller forsvar for Lolland-Falster Alliancen.
Det kom i juni 2009 frem at Münsberg i februar 2008 var blevet testet positiv for astmamedicinen Salbutamol før en venskabskamp for Næstved BK mod Brøndby IF. Denne medicin var dog ordineret af en læge, da Münsberg har diagnosen astma, og DIF valgte derfor ikke at lægge sag an. WADA var dog ikke tilfreds med DIF's valg, og valgte derfor selv at lægge sag an mod Münsberg for brug af præparatet.